# Episodi di King of the Hill (quattordicesima stagione)
La quattordicesima stagione della serie animata King of the Hill, composta da 10 episodi, è stata pubblicata negli Stati Uniti, da Hulu, il 4 agosto 2025, mentre in Italia è stata pubblicata lo stesso giorno su Disney+.
| nº | Titolo originale            | Titolo italiano            | Pubblicazione |
| -- | --------------------------- | -------------------------- | ------------- |
| 1  | Return of the King          | Il ritorno del re          | 4 agosto 2025 |
| 2  | The Beer Story              | La storia della birra      | 4 agosto 2025 |
| 3  | Bobby Gets Grilled          | Bobby sotto torchiera      | 4 agosto 2025 |
| 4  | Chore Money, Chore Problems | Paghetta, piccoli problemi | 4 agosto 2025 |
| 5  | New Ref in Town             | Nuovo arbitro in città     | 4 agosto 2025 |
| 6  | Peggy's Fadeout             | La fine di Peggy           | 4 agosto 2025 |
| 7  | Any Given Hill-Day          | Ogni maledetta volta       | 4 agosto 2025 |
| 8  | Kahn-scious Uncoupling      | Separazione amichevole     | 4 agosto 2025 |
| 9  | No Hank Left Behind         | I due Hank                 | 4 agosto 2025 |
| 10 | A Sounder Investment        | Buoni investimenti         | 4 agosto 2025 |